# Point chaud d'Arago
Ne doit pas être confondu avec Mont Arago.
Le point chaud d’Arago est un point chaud du sud de l’océan Pacifique, situé actuellement sous le mont Arago, près de l’île de Rurutu en Polynésie française. 
Arago fait partie d'un groupe de points chauds du Pacifique Sud, comprenant notamment celui de la Société et celui de Macdonald.  
Les points chauds sont des structures situées sous la croûte terrestre qui génèrent des volcans et qui sont en partie formées par des panaches provenant du manteau terrestre, bien qu'Arago puisse avoir une origine moins profonde. La plaque du Pacifique se déplaçant au-dessus des points chauds, de nouveaux volcans se forment et de vieux volcans disparaissent. Parfois, un volcan plus ancien est réactivé par le passage d'un nouveau point chaud, comme ce fut le cas avec Rurutu. 
Arago est responsable de la formation du mont sous-marin Arago et de la surélévation de Rurutu. Cependant, les reconstitutions des positions passées des plaques tectoniques et la géochimie suggèrent que d'autres îles et monts sous-marins ont été produits par Arago au cours des 120 derniers millions d'années. Il s'agit potentiellement des Tuvalu, des îles Gilbert, de la chaîne de Ratak, des îles Marshall, ainsi que d'une partie des îles Australes et des îles Cook. 

## Toponymie
Le point chaud porte le nom du mont sous-marin Arago, situé à 130 km au  sud-est de Rurutu, et « culminant » à 26 mètres sous le niveau de la mer. Le mont sous-marin porte le nom du navire Arago (bateau), de la marine française, qui l'a découvert en 1993. Le navire lui-même tire son nom de l'astronome François Arago. Les Polynésiens connaissaient l’existence de ce mont peu profond (27 m sous le niveau de la mer) et l’avaient baptisée Tinomana. Avant que le lien avec le mont Arago ne soit découvert, le point chaud était également appelé « Point chaud de Rurutu »,, un nom parfois encore utilisé, servant également à désigner une chaîne volcanique plus ancienne commençant à Raivavae ou au banc du président Thiers. D'autres noms possibles sont "Nouveau Rurutu" et "Tendance Atiu",.

## Géographie et géologie
Au sud de l’océan Pacifique se situe le superbombement du Pacifique Sud, une zone où l’océan est anormalement peu profond (environ 700 m ) et qui couvre une superficie d’environ 3 000 × 3 000 km. Sous ce gonflement, un grand panache mantellique pourrait donner lieu à des panaches secondaires qui forment à leur tour les points chauds de surface : Macdonald, les Marquises, Pitcairn et la Société, dont le premier et le dernier semblent être profondément enracinés dans le manteau. La nature du volcanisme dans la région n'est pas encore entièrement comprise. 
Le mont sous-marin Arago fait partie de la chaîne volcanique qui forme les îles Australes et les îles Cook. Cette longue chaîne de 2 200 km est constituée de deux chaînons distincts qui forment deux atolls, onze îles, et des monts sous-marins. L'un d'eux, le mont Macdonald, est un volcan toujours actif. L'âge de ces îles suit approximativement une progression typique d'un volcanisme de point chaud, mais la présence de roches d'âges plus jeunes à Aitutaki et à Rurutu et la chimie de ces roches indiquent qu'il doit y avoir plus d'un point chaud impliqué. Des modèles récents prévoient la présence de plusieurs chaînes sous-marines dues à des points chauds, dans ce que l'on a appelé une "autoroute de points chauds". En outre, certains points chauds, tels que le point chaud d'Hawaï, montrent des signes de mouvement, mais le point chaud d'Arago semble être statique. 
Arago et les autres points chauds proches ne sont probablement pas des panaches mantelliques profonds, mais plutôt des structures plus superficielles influencées également par la lithosphère. Dans le cas d’Arago, l’absence d’un plateau océanique ayant pu être formé par le sommet du panache suggère une telle origine peu profonde. Le manteau supérieur pourrait être la source d'Arago. Les données sur la présence d’anomalies de vitesse sismique et sur le fait qu’elles soient positives (plus élevées) ou négatives (plus basses) sous Arago sont contradictoires. L’imagerie sismique publiée en 2009 n’indique qu’une légère anomalie de vitesse sismique inférieure à 100 km, sans indication de racine profonde du manteau. Toutefois, des recherches plus récentes ont confirmé l’origine du manteau profond pour Arago. À l’heure actuelle, Arago et le point chaud de Macdonald sont les deux points chauds actifs des îles Australes, mais le point chaud de Rarotonga, responsable de la formation de l'île du même nom, peut également être toujours actif. L'île de Tubuai, les monts sous-marins Taukina et Ngatemato sont également à proximité. 

### Le mont sous-marin Arago
Le mont sous-marin éponyme Arago est un stratovolcan à trois zones de fractures, semblable à Rurutu. Il s'est formé à partir de trois volcans, l'un chevauchant les deux autres. La datation par le potassium-argon a donné des âges de 230 000 ± 4 000 ans avant le présent, et un âge imprécis de 0 ans avant le présent. Il existe des preuves d'un glissement de terrain sous-marin, un événement typique pour les volcans océaniques, avec une cicatrice de glissement de terrain sur les flancs nord, est et ouest. Ce mont sous-marin est considéré comme l’emplacement actuel du point chaud, compte tenu de son âge récent. Cependant, contrairement à Macdonald, aucune éruption historique n'a été enregistrée pour le mont sous-marin Arago. 
D'autres points chauds peuvent avoir contribué à la croissance du mont sous-marin Arago. Un point chaud associé à Raivavae, et potentiellement au banc du président Thiers, a été associé par analyse isotopique à des échantillons datant de 8,2 millions d'années prélevés sur le mont Arago. D'autres volcans de la région montrent également qu'ils ont été construits par plus d'un point chaud. Cela pourrait indiquer que leur formation est contrôlée par des caractéristiques lithosphériques. 

### Autres îles et monts sous-marins

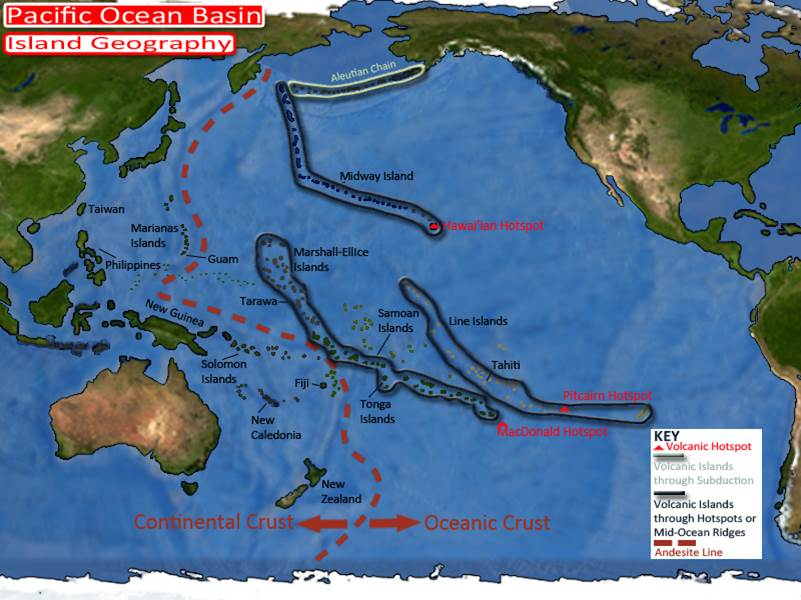
Groupes de points chauds de l'Océan Pacifique. Arago appartient au groupe Macdonald

Comme la plaque du Pacifique dérive au-dessus des points chauds, plusieurs volcans se sont formés là où les affaiblissements de la croûte ont permis la pénétration du magma, puis ont ensuite été transportés  à une vitesse d'environ 120 millimètres par an. Les ratios isotopiques du plomb dans les roches volcaniques indiquent un rapport entre les roches volcaniques les plus récentes de Rurutu et le point chaud d'Arago , ce ratio étant caractérisé par un composé isotopique du plomb hautement radiogénique (CIPR). Certains matériaux volcaniques du point chaud d'Arago pourraient avoir été recyclés dans le manteau et mélangés aux magmas apparus dans le nord-est du  bassin de Lau. Des roches provenant des monts sous-marins créés par le point chaud d’Arago pourraient avoir été subductées dans la fosse des Tonga, proche de la trajectoire reconstituée du point chaud d’Arago, puis être réapparues à la suite d'éruptions dans le bassin de Lau. Des xénolithes CIPR ont également été trouvés à Tubuai, juste avant le mont Arago. 
Rurutu a été formé par un épisode volcanique plus ancien, mais un nouvel épisode volcanique s’est déroulé lorsqu’il est passé au-dessus du point chaud d’Arago, produisant des coulées de lave formées de basanite et d’hawaïite. En outre, l'île et les récifs coralliens environnants ont été surélevés, et ces récifs, appelés makatea, ont attiré l'attention des premiers géologues, qui spéculaient déjà en 1840 sur la raison de leur élévation au-dessus du niveau de la mer. D'autres atolls surélevés se trouvent au nord-ouest de Rurutu et pourraient s'être formés de la même manière lorsqu'ils sont passés sur le point chaud d'Arago. 
Les édifices volcaniques suivants peuvent être attribués au point chaud d'Arago, du plus récent au plus ancien : 
- La surélévation de Rurutu, il y a 1 million d'années (Ma) (22° 26′ S, 151° 20′ O )[29] ;
- Les monts sous-marins ZEP2-6 (22° 24′ S, 151° 10′ O ), ZEP2-7 (22° 19′ S, 151° 31′ O ) et ZEP2-8 (22° 42′ S, 151° 20′ O ), proches de Rurutu, ont une morphologie similaire et peuvent avoir été formés par le point chaud d'Arago[38] ;
- Rimatara (22° 38′ S, 152° 51′ O )[29] ;
- Le mont sous-marin ZEP2-12 (22° 28,8′ S, 153° 06,7′ O ), proche de Rimatara, est daté de 2,6 Ma et est peut être relié à Arago[39] ;
- Mangaia, daté de 19 Ma (21° 55′ 30″ S, 157° 55′ 30″ O )[18], bien que le point chaud de Macdonald soit aussi considéré comme responsable de sa formation[12] ;
- Potentiellement les îles Maria (21° 48′ S, 154° 41′ O )[40]. Maria serait proche de la position actuelle d'un autre point chaud[41] ;
- Potentiellement Mitiaro (19° 49′ S, 157° 42′ O )[40] ;
- Potentiellement Takutea (19° 48′ 57″ S, 158° 17′ 03″ O )[40] ;
- Potentiellement Manuae (19° 16′ 10″ S, 158° 58′ 00″ O )[40] ;
- Atiu (19° 59′ 20″ S, 158° 07′ 10″ O ) et Mauke (20° 09′ 20″ S, 157° 20′ 30″ O ) possèdent les mêmes caractéristiques CIPR[42], mais plus incertaines en raison des différences dans les ratios isotopiques du néodyme[43] ;
- Potentiellement Palmerston (18° 03′ 30″ S, 163° 09′ 35″ O )[40] ;
- Plusieurs monts sous-marins dans les Samoa occidentales, apparut comme les Tuvalu entre il y a 63 et 42 Ma. Ils sont aussi connus comme les « monts sous-marins Interloper »[5]. D'autres monts sous-marins non datés ont été reliés par des preuves géochimiques au point chaud d'Arago[44] ;
- Tuvalu (8° S, 178° O , il y a entre 70 et 50 Ma), précédant une courbure dans le tracé du point chaud similaire à celui présent dans la chaîne sous-marine Hawaï-Empereur[31][33][45]. Dans le cas d'Arago, ce virage a eu lieu il y a environ 50 Ma, près des atolls de Funafuti et Nukufetau, ce dernier ayant connu des éruptions compatibles chronologiquement avec l'activité du point chaud d'Arago[46]. Les ratios isotopiques des éléments prélevés et la datation argon-argon des échantillons des monts sous-marins confortent cette théorie[47][17] ;
- Potentiellement les îles Gilbert (1° N, 173° E , il y a 64 à 70 Ma)), [31] également détecté grâce à des données isotopiques[48]. Néanmoins, cela supposerait certains écarts dans la route suivie par le point chaud d'Arago[41] ;
- Potentiellement Tokelau (9° 00′ S, 171° 45′ O[49]). Toutefois, Tokelau présente une similarité isotopique avec le point chaud de Macdonald[48], et la reconstitution des mouvements de la plaque Pacifique place Tokelau au-dessus de ce point chaud[33] ;
- Potentiellement la majeure partie de la chaîne de Ratak des Îles Marshall, entre il y a 74 et 100 Ma[50][51]. Une théorie suggère que certains volcans ont été construits en différentes étapes par Arago et d’autres points chauds de la région[52]. Néanmoins, cela supposerait certains écarts dans la route suivie par le point chaud d'Arago[41].
  - Ceci inclut les guyots Wōdejebato (11° 55′ N, 164° 51′ E ) et Limalok (5° 42′ N, 172° 12′ E ) : Wōdejebato serait passé au-dessus du point chaud d'Arago il y a 85 Ma (un échantillon de roche volcanique de ce guyot est daté de 84,4 Ma), tandis que Limalok y serait passé il y a 75 Ma. D'autres points chauds proches d'Arago auraient aussi pu participer à leur construction[53][50]. Les isotopes de strontium et de plomb issus de Wōdejebato présentent des affinités avec ceux d'Arago[54].
  - Le guyot Woden-Kopakut (14° 00′ N, 167° 27′ E ) est daté de 80,6 à 83,8 Ma, un âge compatible avec le passage au-dessus du point chaud d'Arago, il y a 82 Ma[55].
  - Eniwetok (11° 33′ N, 162° 10′ E ) et les guyots Lo-En (10° 09′ N, 162° 48′ E ) sont également sur le chemin du point chaud d’Arago, mais il n’y a aucune trace de volcanisme pendant le temps où ils étaient au-dessus (il y a 90 à 85 Ma), à l'exception peut-être d'éclats de verre de Lo-En datés du Campanien[53]. La reconstitution des mouvements de la plaque indique que Lo-En aurait pu se trouver trop loin au sud du chemin suivi par Arago[50] ;
- Potentiellement les monts sous-marins de la province du Pacifique occidental, il y a plus de 100 Ma[31], sur la base de similarités géochimiques[17], incluant l'atoll de Wake (19° 17′ 24″ N, 166° 36′ 50″ E )[45] ;
- Potentiellement les monts sous-marins Marcus-Wake, il y a 150 à 100 Ma, dont le guyot Lamont (21° 30′ N, 159° 36′ E, il y a moins de 87 Ma), le guyot Miami (21° 42′ N, 161° 54′ E, 97 Ma) et le guyot Wilde (21° 12′ N, 163° 24′ E, 91 Ma). Les ratios isotopiques des roches prélevées sur les guyots autant que la reconstitution des mouvements de la plaque confirment que les monts sous-marins de Marcus-Wake ont été construits par le point chaud d'Arago, bien que tous les guyots n'aient pas été analysés[56] ;
- Le volcanisme dans le bassin des Mariannes orientales, il y a 117 Ma[57]. Les filons-couches de dolérite datant de 126,1 ± 0,6 Ma[58] qui ont été forés en 1992 sur le fond marin du bassin des Mariannes orientales[59] (22° N, 152° E) montrent une géochimie similaire aux volcanites du point chaud d'Arago, et la reconstitution des mouvements de la plaque les place au-dessus d'Arago au moment de leur formation[60] ;
- Les monts sous-marins Himu (21° 42′ N, 151° 42′ E) et Dragon Doré (21° 21′ N, 153° 20′ E) présentent une composition similaire à celle des roches volcaniques du point chaud d'Arago, et sont situés à l'endroit où le point chaud Arago aurait été il y a environ 120 Ma, lorsque Himu a été formé[60] ;
- La suite d'îles et de monts sous-marins prend fin avec la fosse des Mariannes, cependant des matériaux provenant d'anciens monts sous-marins peuvent avoir été accumulés dans son bassin d'avant-arc.

Les plus anciennes structures volcaniques potentiellement formées par le point chaud d'Arago datent de 120 Ma. Si leur attribution est correcte, Arago pourrait bien être le plus ancien point chaud encore actif de l’océan Pacifique, devant ceux de Hawaï et de Louisville. Mais selon point de vue opposé, Arago serait un point chaud éphémère, comptant peu de volcans datés le long de son chemin prévu.
L’île de Tubuai est située sur le probable futur chemin du point chaud d'Arago, et se trouvera au-dessus dans quelques millions d’années. Comme avec Rurutu, cette interaction conduira à une surélévation de Tubuai et éventuellement à un nouvel épisode volcanique.

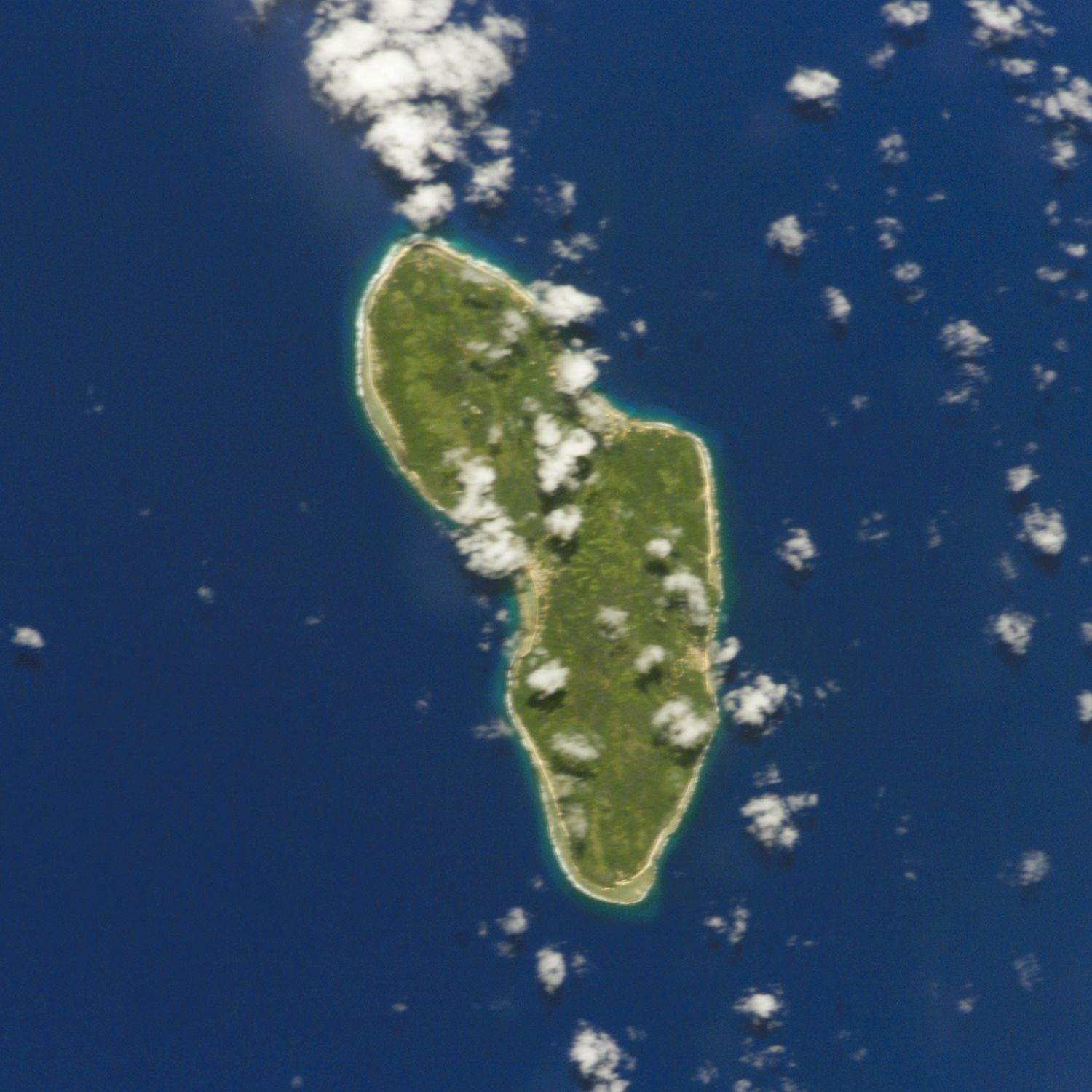
Rurutu (Polynésie française)
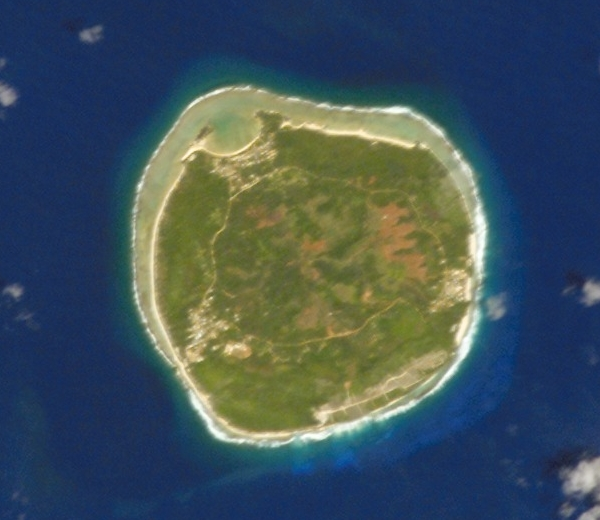
Rimatara (Polynésie française)
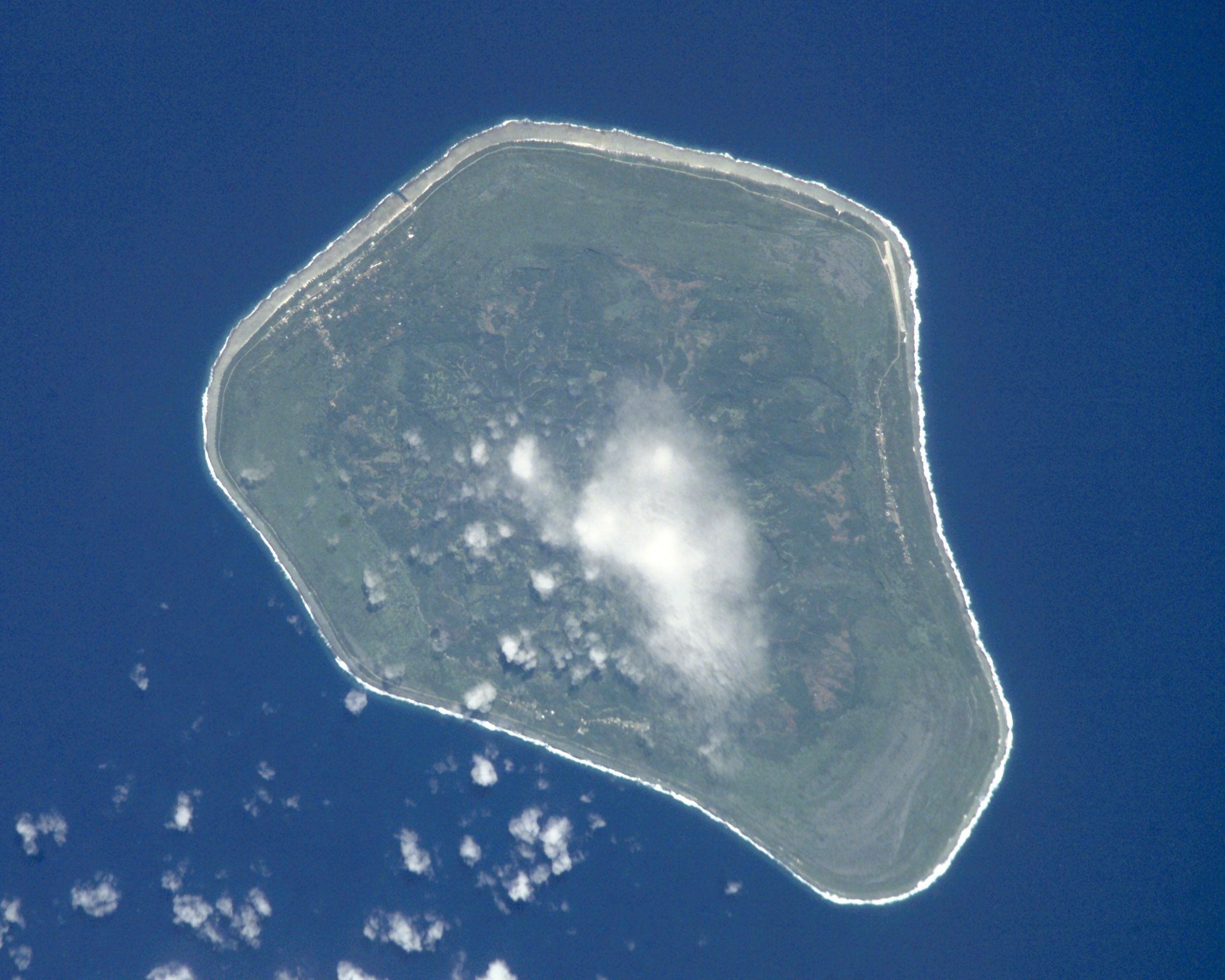
Mangaia (Îles Cook)
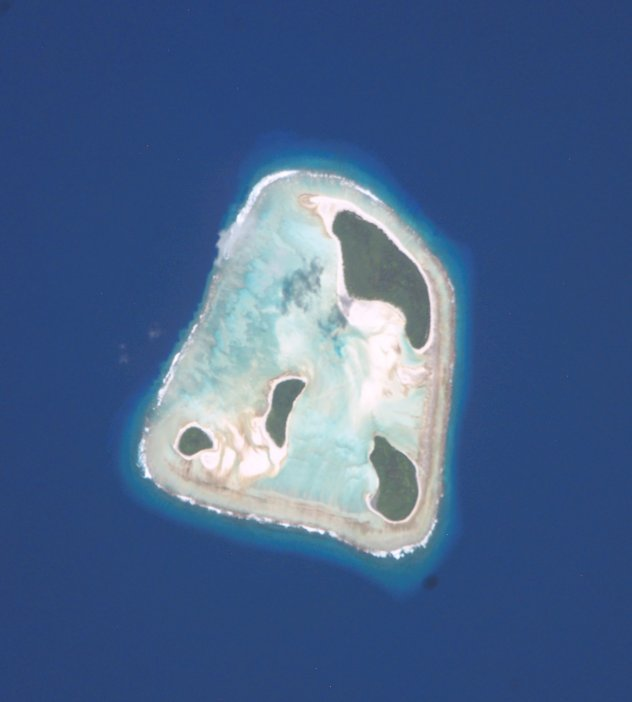
Îles Maria (Polynésie française)
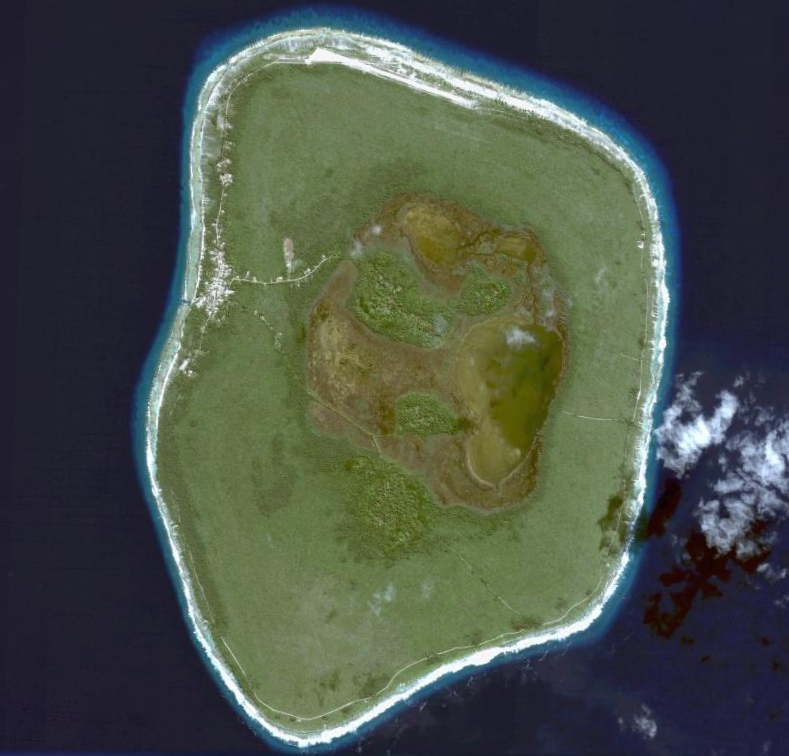
Mitiaro (Îles Cook)
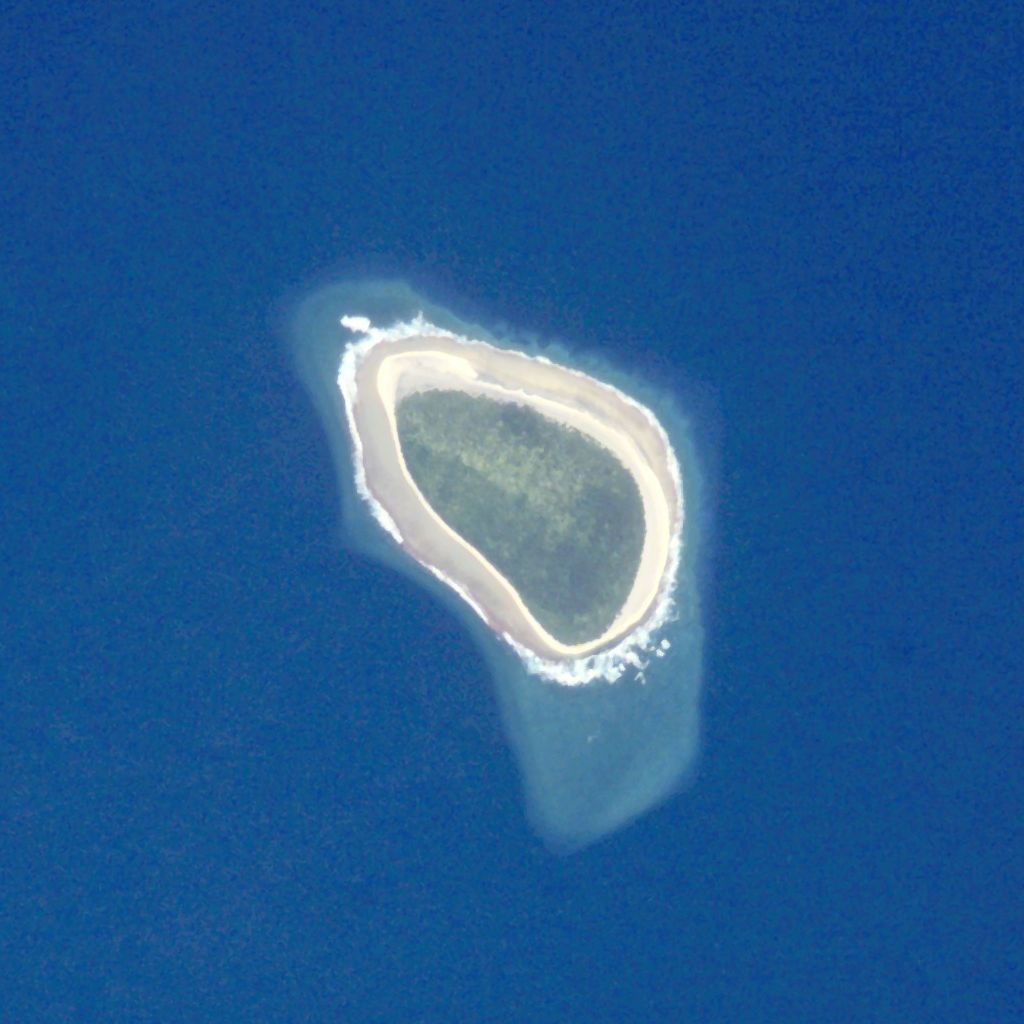
Takutea (Îles Cook)
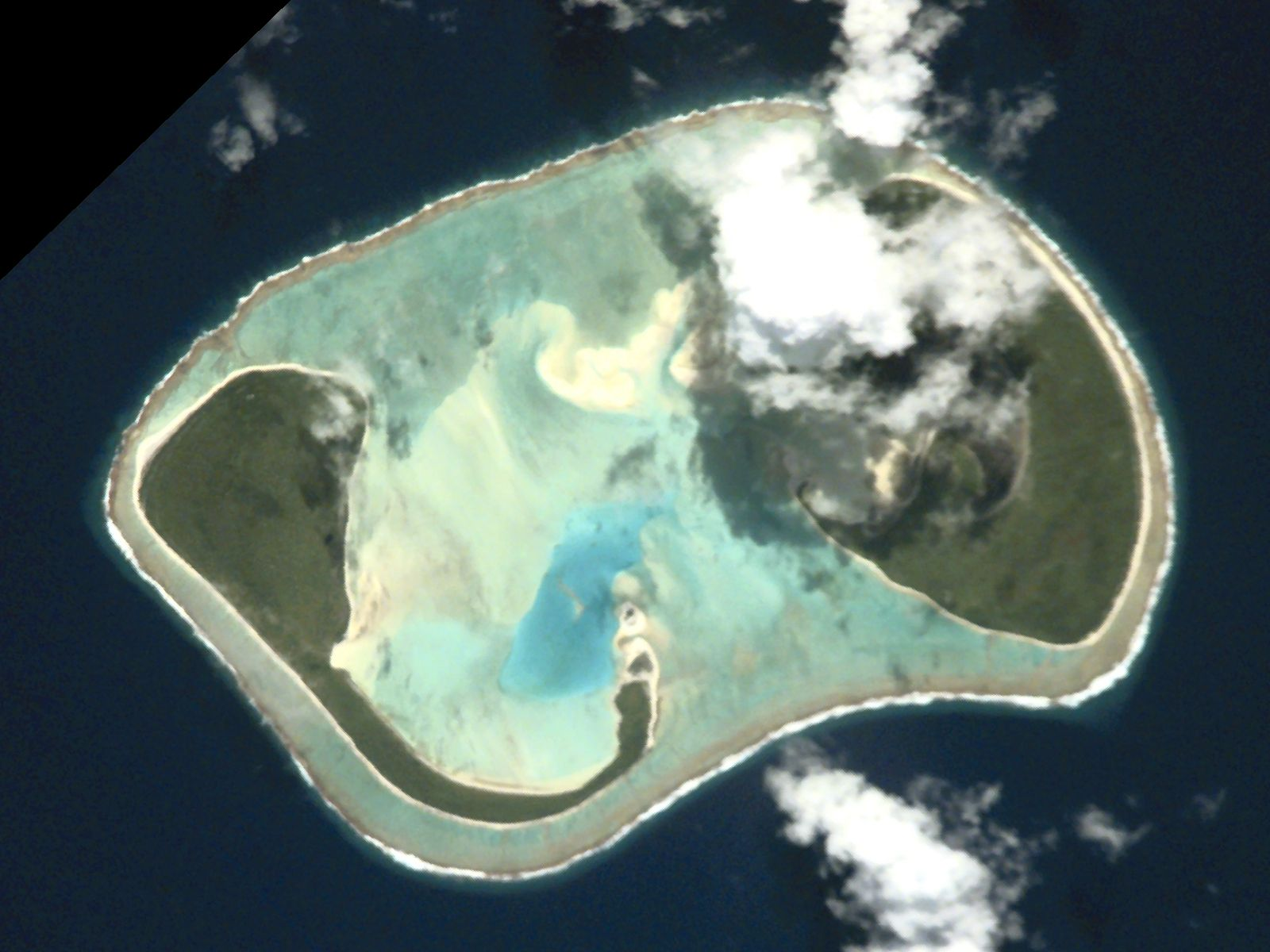
Manuae (Îles Cook)
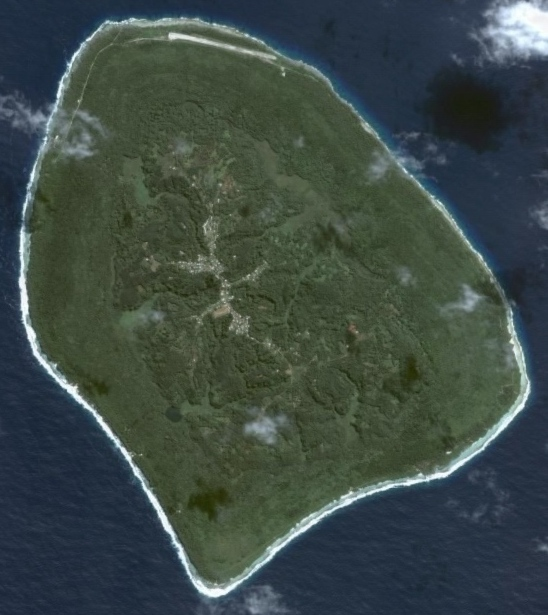
Atiu (Îles Cook)
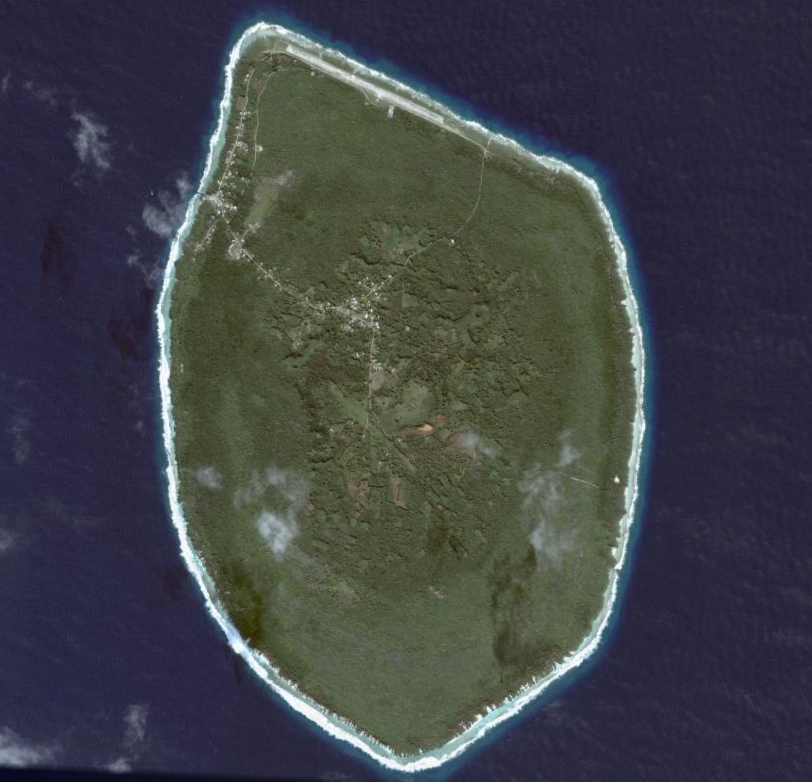
Mauke (Îles Cook)
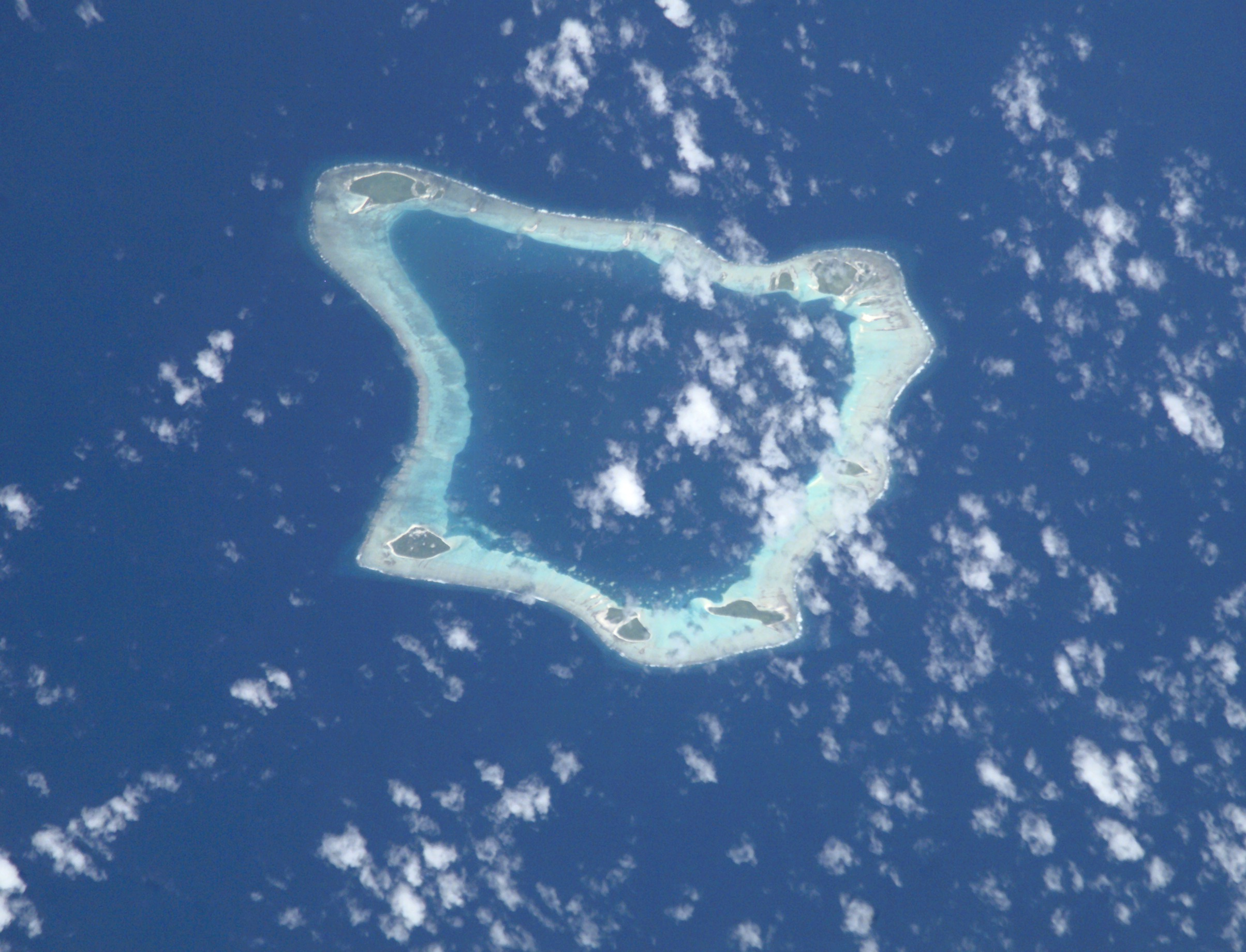
Palmerston (Îles Cook)
Tuvalu
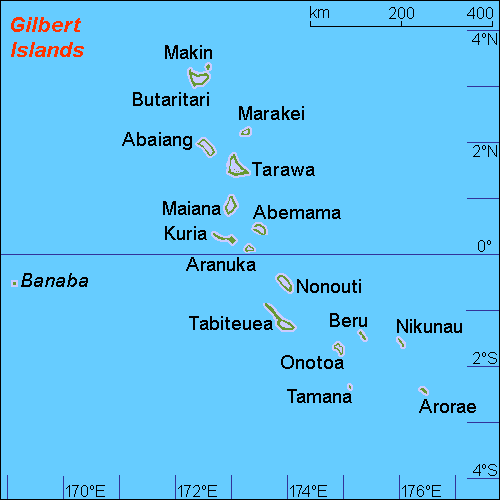
Îles Gilbert (Kiribati)
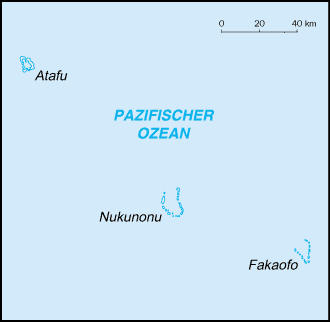
Tokelau (Nouvelle-Zélande)
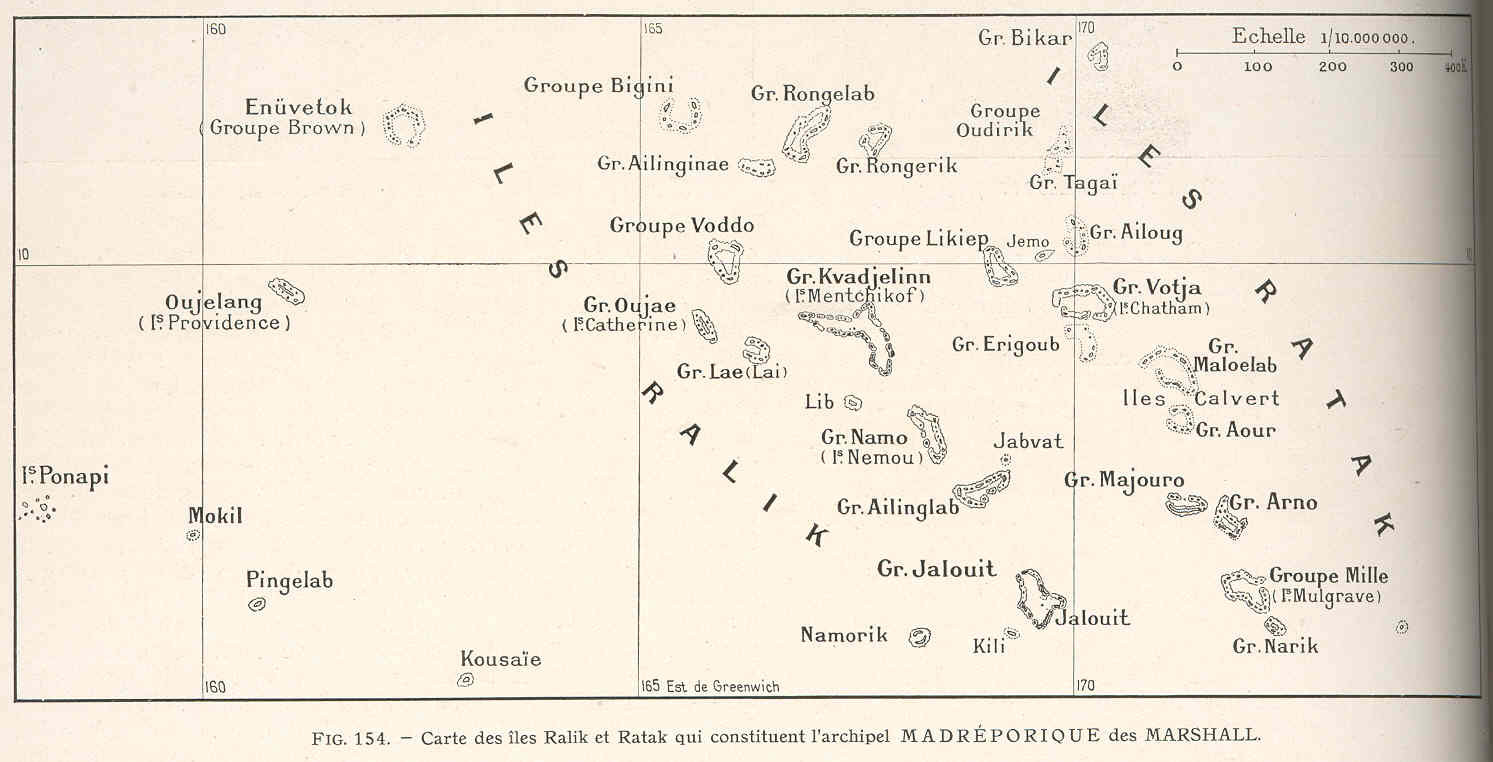
Chaîne de Ratak (Îles Marshall)
- Monts sous-marins des îles Marshall (Îles Marshall)
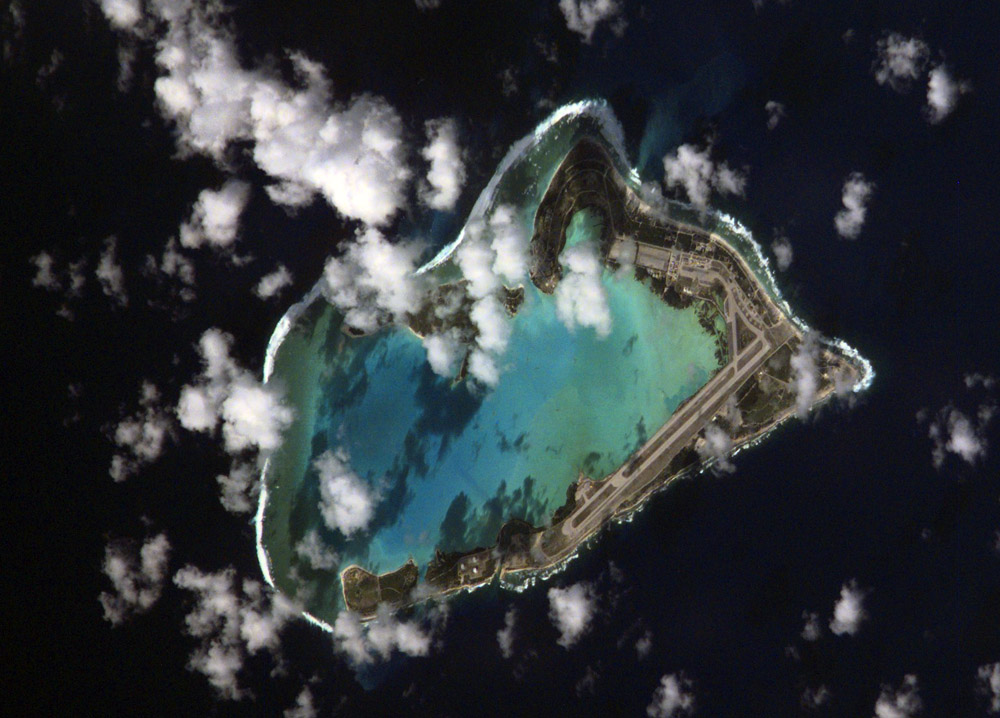
Wake (États-Unis)